# Parafia św. Józefa Sebastiana Pelczara w Przeworsku-Gorliczynie
Parafia św. Józefa Sebastiana Pelczara w Przeworsku-Gorliczynie – parafia rzymskokatolicka pw. św. Józefa Sebastiana Pelczara w Przeworsku, należąca do dekanatu Przeworsk I w archidiecezji przemyskiej.

## Historia
W 1987 roku został zakupiony drewniany budynek, w którym urządzono punkt katechetyczny|. W 1989 roku z inicjatywy ks. prał. Stanisława Szałankiewicza powstała tymczasowa kaplica, którą 18 lipca 1990 roku poświęcił o. Jan Kanty Bartnik. 5 maja 1991 roku ks. prał. Stanisław Szałankiewicz poświęcił plac pod budowę kościoła. W latach 1991–1992 zbudowano murowany kościół według projektu inż. arch. Stanisława Dzióba. 25 października 1992 roku kościół został poświęcony przez abpa Ignacego Tokarczuka.  
W 1993 roku została erygowana parafia pw. św. Józefa Sebastiana Pelczara, z wydzielonego terytorium parafii Ducha Świętego w Przeworsku. 22 sierpnia 1993 roku proboszczem nowej parafii został ks. Andrzej Kołodziej. 12 grudnia 1993 roku ustanowiono odpust parafialny w dniu 2 czerwca (rocznica beatyfikacji). 
25 października 2003 roku odbyła się konsekracja kościoła, której dokonał abp Józef Michalik.
Na terenie parafii jest 1 976 wiernych.

## Terytorium parafii
- Przeworsk – ulice: Długa, Gorliczyńska (od wiaduktu lewa strona, od skrzyżowania z ul. Armii Krajowej – obie strony), Jedności, Mostowa, Solarza.
- Gorliczyna.

## Galeria

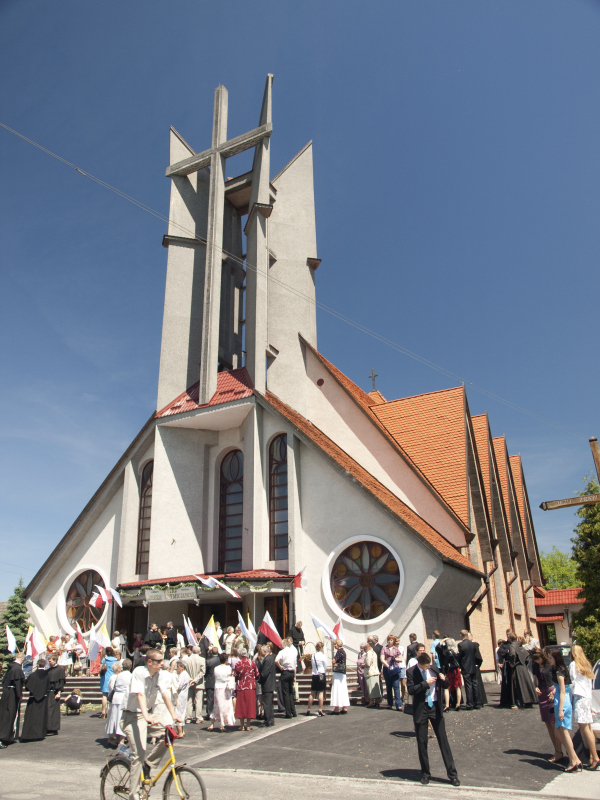
Kościół pw. Świętego Józefa Sebastiana Pelczara w Przeworsku
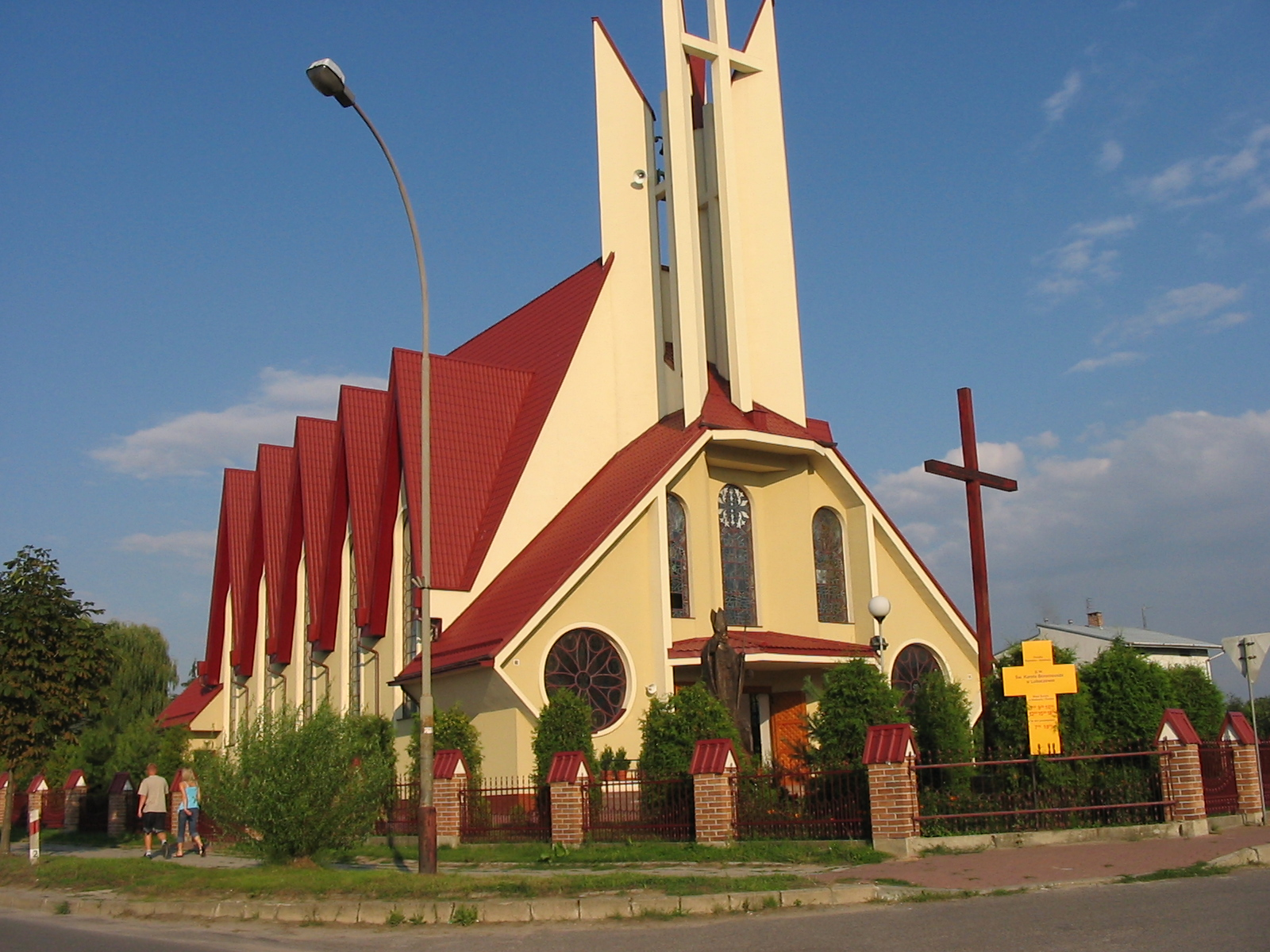
Bliźniaczy kościół św. Karola Boromeusza w Lubaczowie
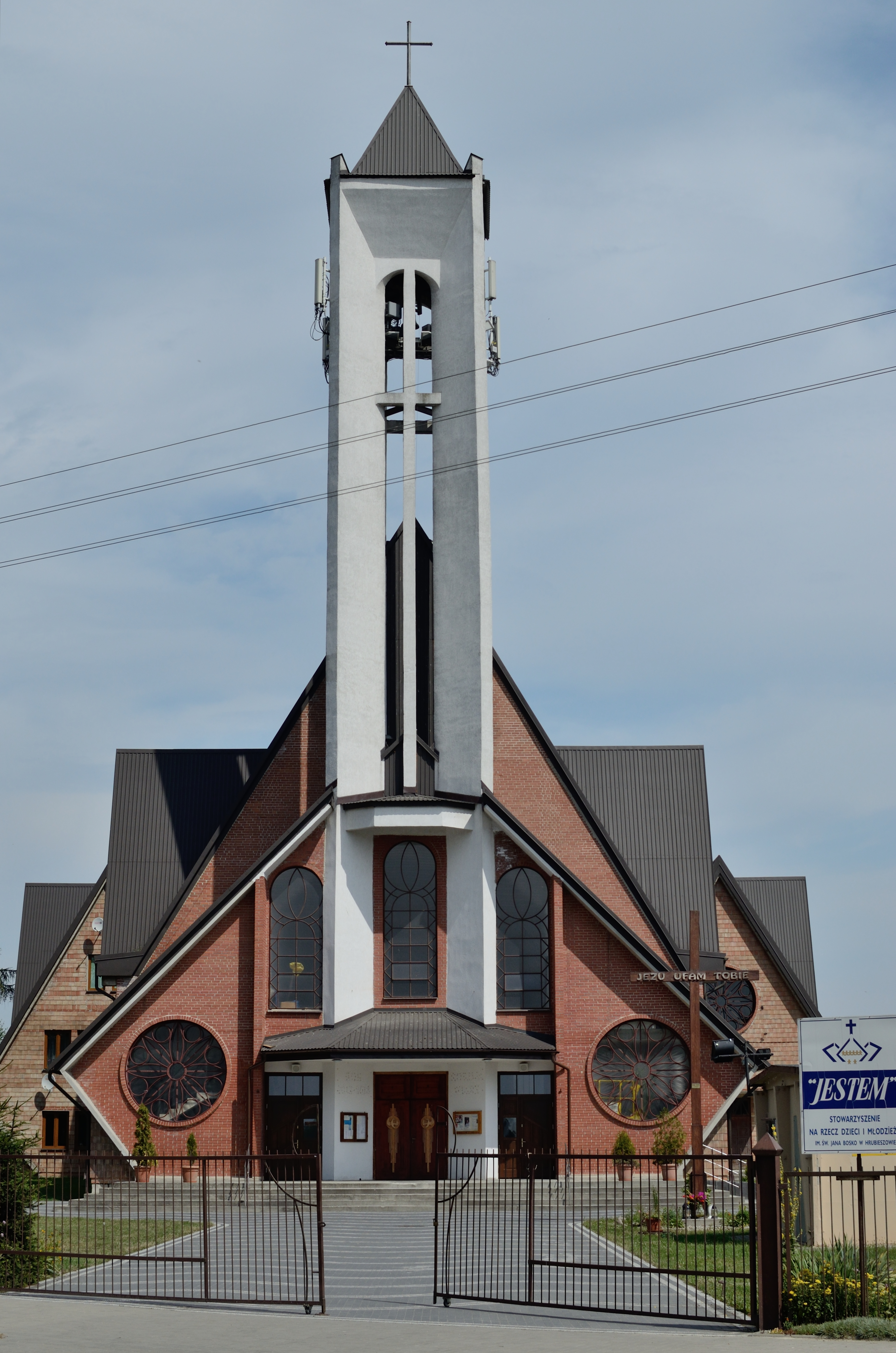
Bliźniaczy kościół Ducha Świętego w Hrubieszowie